# Competència en matèria de Cultura a Espanya
La competència en matèria de Cultura a Espanya no és una competència distribuïda però com on hi ha comunitats de persones, hi ha manifestacions de cultura, els distints ens públics poden adoptar mesures al respecte. La distribució de competències en matèria cultural es caracteritza per una gran complexitat i imprecisió. I és considerada l'única competència concurrent de l'esquema de distribució de les competències a Espanya.

## Comunitats Autònomes
De manera diferent a altres matèries, no hi ha una diferències importants entre les competències assumibles en matèria de cultura entre les comunitats autònomes de primer grau i les de segon grau. La competència abasta totes les manifestacions i expressions culturals i és plena, amb unes excepcions que limita a l'estat central.
Els assumptes relatius al cinema, el teatre, la música i els llibres són en general matèries competència de les comunitats autònomes i l'estat central.
La policia d'espectacles poden ser competència de les comunitats autònomes amb competència policial i en matèria d'espectacles.

## Entitats locals
La Llei de Règim Local de 24 de juny de 1955, en els articles 101.f i 242.k i m, reconeixia una competència quasi exclusiva en matèria de cultura per als municipis i les províncies.
La Llei 7/1985, de 2 d'abril, reguladora de las Bases del Règim Local estableix que el legislador sectorial ha d'atribuïr competències als municipis: biblioteques públiques, patrimoni artístic i activitats o instal·lacions culturals i esportives.

## Estat central
L'estat central té la competència legislativa exclusiva sobre la propietat intel·lectual, amb la possibilitat que la competència executiva siga exercida per la comunitat autònoma.
Els museus, biblioteques i arxius de titularitat estatal són competència exclusiva de l'estat central, podent cedir la gestió a les comunitats autònomes.
La distribució de competències respecte el patrimoni històric i artístic entre l'estat central i les comunitats autònomes presenta problemes. Les comunitats autònomes de segon grau soles poden assumir competències respecte el patrimoni monumental (és a dir, immoble) d'interés seu i les comunitats autònomes de primer grau poden tindre atribuïdes la competència sobre tot aquell patrimoni històric, artístic, monumental, científic i arqueològic mentre que la competència exclusiva i plena sobre el patrimoni d'interés general és de l'estat central. A més, l'estat té la competència legislativa exclusiva respecte la defensa del patrimoni cultural.